# Caldwell Jones
Caldwell "Pops" Jones (ur. 4 sierpnia 1950 w McGehee, zm. 21 września 2014 w Stockbridge) – amerykański koszykarz, skrzydłowy występujący w ligach ABA oraz NBA, wybierany do składów najlepszych obrońców NBA.
W NBA występowali również jego trzej bracia – Charles, Major oraz Wil.

## Osiągnięcia

### ABA
- Uczestnik ABA All-Star Game (1975)[5]
- 2-krotny lider ABA w średniej bloków (1974-75)[5][6]

Rekordy ABA
- Najwyższa średnia bloków (4,0) uzyskana w trakcie pojedynczego sezonu (1973/74)[7]
- Najwyższa średnia bloków (2,33) uzyskana przez debiutanta w trakcie pojedynczych rozgrywek play-off (1974)[8]
- Najwyższa liczba bloków (12), uzyskanych w trakcie pojedynczego spotkania[9]

### NBA
- 3-krotny finalista NBA (1977, 1980, 1982)[10]
- 2-krotnie wybierany do All-NBA Defensive First Team (1981-82)[11]
- Zawodnik tygodnia NBA (8.02.1981)[12]